# Hell's Kitchen (Portugal)
Hell's Kitchen é um programa de televisão portuguesa sobre culinária transmitida pela SIC apresentado por Ljubomir Stanisic. Baseado no formato original britânico Hell's Kitchen.

## Formato
Sob o comando do conceituado chef Ljubomir Stanisic, os concorrentes vão, ao longo das próximas semanas, ser submetidos a várias provas técnicas e criativas.
Os concorrentes estarão sob avaliação constante e o chef Ljubomir será implacável nos seus padrões de exigência. Só os melhores poderão sobreviver ao inferno.
O chef começa por dividir os cozinheiros por duas equipas: as mulheres na equipa vermelha e os homens integram a equipa azul. Na versão Famosos, a regra de dividir equipas por género não se aplica.
Nas próximas semanas, as duas brigadas terão inúmeros duelos culinários para superar.
No primeiro programa a grande prova que terão de enfrentar é a confeção dos seus pratos de assinatura. Os candidatos terão de apresentar ao chef um prato que represente a sua personalidade em apenas 45 minutos.
Depois da avaliação criteriosa do chef do prato individual de cada um, uma das equipas será declarada vencedora e terá uma recompensa, enquanto a equipa derrotada terá de cumprir um castigo, designado pelo chef.
No final de cada programa, há sempre um eliminado do “Hell’s Kitchen”.

## Produção e exibição

### Versão anónimos
Com a transferência de Ljubomir Stanisic da TVI para a SIC, foi confirmado que o apresentador e chef iria apresentar um programa de culinária, sendo revelado mais tarde que se tratava da adaptação do original britânico Hell's Kitchen. Sete meses depois, em fevereiro de 2021, é revelado que a SIC iria avançar com uma segunda temporada do programa.
A primeira temporada estava planeada para ser exibida no último trimestre de 2020, porém, acabou por ser adiada e por ficar com a sua estreia agendada para o primeiro trimestre de 2021. A sua promoção arrancou a 28 de janeiro de 2021, e mais de um mês depois é revelado que iria estrear a 14 de março.
A segunda temporada estreou a 2 de janeiro de 2022.

### Versão famosos
A 4 de setembro de 2024, foi anunciado que Hell's Kitchen: Famosos havia sido renovado para uma segunda temporada, após a SIC ter que cancelar a adaptação do programa Hotel Hell por falta de inscrições. A segunda temporada estreou na SIC a 6 de outubro de 2024, e terminou a 15 de dezembro do mesmo ano.

## Temporadas

### Versão anónimos
| Resumo | Resumo | Concorrentes | Episódios | Episódios | Originalmente exibido | Originalmente exibido | Finalistas       | Finalistas      | Finalistas      |
| Resumo | Resumo | Concorrentes | Episódios | Episódios | Estreia da temporada  | Final da temporada    | 1º lugar         | 2º lugar        | 3º lugar        |
| ------ | ------ | ------------ | --------- | --------- | --------------------- | --------------------- | ---------------- | --------------- | --------------- |
|        | 1      | 16           | 12        | 12        | 14 de março de 2021   | 6 de junho de 2021    | Francisca Dias   | Lucas Fernandes | Cândida Batista |
|        | 2      | 17           | 11        | 11        | 2 de janeiro de 2022  | 20 de março de 2022   | Patrícia Gerardo | Rafael Pombeiro | Mauricio Horst  |

### Versão famosos
| Resumo | Resumo | Concorrentes | Episódios | Episódios | Originalmente exibido | Originalmente exibido  | Finalistas       | Finalistas         | Finalistas           |
| Resumo | Resumo | Concorrentes | Episódios | Episódios | Estreia da temporada  | Final da temporada     | 1º lugar         | 2º lugar           | 3º lugar             |
| ------ | ------ | ------------ | --------- | --------- | --------------------- | ---------------------- | ---------------- | ------------------ | -------------------- |
|        | 1      | 13           | 10        | 10        | 8 de outubro de 2023  | 10 de dezembro de 2023 | Lourenço Ortigão | Ana Marta Ferreira | Luís Lourenço        |
|        | 2      | 13           | 11        | 11        | 6 de outubro de 2024  | 15 de dezembro de 2024 | Marco Costa      | Sofia Arruda       | Inês Lopes Gonçalves |